# Zanthoxylum syncarpum
Zanthoxylum syncarpum là một loài thực vật có hoa trong họ Cửu lý hương. Loài này được Tul. miêu tả khoa học đầu tiên năm 1847.